# Iman Mohammed
Iman Mohammed, född 1987 i Bagdad, är en svensk poet och översättare.

## Biografi
När Mohammed var sju år flydde hon från Irak till Sverige tillsammans med sin familj i efterdyningarna av Gulfkriget. Hon växte sedan upp i Gnesta och Stockholm. När hon arbetade på konsthallen Magasin III i Stockholm blev hon inspirerad av utställningarna och började skriva. Hon studerade konstvetenskap, litteraturvetenskap och hittade till Gunnar Ekelöfs lyrik som hon fann inspiration i. Hon har även gått skrivarutbildning på Biskops Arnö och studerat Litterär gestaltning i Göteborg.
År 2018 debuterade Mohammed med diktsamlingen Bakom trädet ryggar på Norstedts förlag. Diktsamlingen mötte god kritik och har översatts till flera språk. När Borås Tidnings debutantprisjury år 2020 listade 2010-talets bästa debutverk kom Mohammed på tionde plats. År 2022 utkom hon med diktsamlingen Minnen av infraröd som bland annat nominerades till Augustpriset samma år.
Iman Mohammed har publicerat chapbooksen Fermata (Chateaux) och Auerola (Anti) och medverkat i flera antologier och tidskrifter, både i Sverige och internationellt. Hon har också översatt poesi, bland annat av den libanesisk-amerikanska poeten och konstnären Etel Adnan.
Mohammed är bosatt i Malmö. Vid sidan av författandet arbetar hon som utställningsassistent och värd på Malmö konsthall.